# Những kẻ lừa đảo (phim 2003)
Matchstick Men (tựa Việt: Những kẻ lừa đảo) là một bộ phim hài chính kịch của Mỹ công chiếu năm 2003, đạo diễn bởi Ridley Scott, dựa trên tiểu thuyết cùng tên của nhà văn Eric Garcia, với sự tham gia của các diễn viên Nicolas Cage, Sam Rockwell và Alison Lohman.

## Nội dung
Roy Waller (Nicolas Cage) là một kẻ chuyên đi lừa đảo sinh sống ở Los Angeles, mắc chứng rối loạn ám ảnh cưỡng chế (OCD). Cùng với người cộng sự Frank Mercer (Sam Rockwell), Roy điều hành một hãng xổ số giả, bán máy lọc nước giá cao tới những khách hàng cả tin. Sau khi chứng kiến Roy bị hoảng loạn do tác động của chứng OCD, Frank giới thiệu anh đến gặp một nhà tâm lý học, Bác sĩ Harris Klein (Bruce Altman).
Klein cung cấp thuốc cho Roy, và trong quá trình điều trị, Roy nhớ lại mối quan hệ với người vợ cũ, Heather (Melora Walters), người đang mang thai khi hai người bỏ nhau. Roy sau đó nhờ Bác sĩ Klein gọi điện hỏi thăm tình hình người vợ cũ và được ông ta thông báo rằng anh có một đứa con gái 14 tuổi tên là Angela (Alison Lohman). Roy và Angela gặp nhau, sức sống trẻ trung trong Angela đã làm Roy như trẻ lại. Vì thế anh hứng khởi nhận lời Frank bắt đầu một trò lừa bịp lớn. Mục tiêu của họ là Chuck Frechette (Bruce McGill), một thương nhân kiêu căng, bủn xỉn.
Vào một buổi tối, Angela đột ngột xuất hiện tại nhà Roy, nói rằng mình và mẹ cãi nhau, và quyết định ở lại nhà Roy đến hết cuối tuần trước khi lớp học hè bắt đầu. Tại đây Angela đã khám phá ra Roy cất giấu tiền và một khẩu súng bên trong tượng một con chó, cô cũng khiến Roy suy nghĩ lại về cuộc đời mình, tất cả điều này đều được Roy kể lại với Bác sĩ Klein trong quá trình trị liệu. Vào một buổi tối khác, Angela đi chơi về muộn, việc này dẫn đến hai bố con cãi nhau. Sau đó, Roy đã thừa nhận anh là một kẻ chuyên đi lừa đảo và miễn cưỡng đồng ý dạy Angela một vài mánh. Cả hai sau đó đi đến một tiệm giặt là, lừa một phụ nữ tin rằng bà ta thắng một giải xổ số, người phụ nữ này chia một nửa phần thưởng mà bà ta tưởng thật cho Angela. Tuy nhiên Roy đã bắt Angela trả lại số tiền đó.
Sau đó Roy và Angela đi chơi bowling, trong lúc đó Roy nhận được cuộc gọi từ Frank thông báo rằng chuyến bay của Chuck được dời sang ngày hôm đó, thay vì thứ Sáu như trong kế hoạch. Vì thời gian cấp bách, Roy miễn cưỡng cho Angela đóng một vai có nhiệm vụ làm phân tâm Chuck trong kế hoạch. Tuy nhiên, sau khi trò lừa bịp kết thúc, Chuck nhận ra điều gì đã diễn ra và đuổi theo hai người vào một bãi đỗ xe, nhưng cả hai đã chạy thoát. Roy sau đó cũng khám phá ra rằng Angela đã từng bị bắt giữ một năm trước đó và yêu cầu cô đừng gọi cho anh nữa.
Thiếu vắng Angela, chứng bệnh của Roy xuất hiện trở lại. Sau một cơn hoảng loạn, anh cuối cùng cũng khám phá ra loại thuốc mình đang uống chỉ là thuốc trấn an tinh thần (placebo), không hề có tác dụng chữa bệnh. Điều này chứng tỏ anh không cần đến thuốc để cảm thấy khỏe mạnh. Roy nhận ra mình cần có Angela, nhưng trước hết phải thay đổi cách sống của mình, điều mà Roy luôn cảm thấy thất vọng về bản thân. Vào một buổi tối, Roy và Angela trở về nhà sau bữa ăn tối và thấy Chuck đang chờ sẵn họ với một khẩu súng, bên cạnh hắn là Frank đang bị thương. Angela sau đó đã bắn Chuck, và Roy đã phải che giấu cô cùng Frank cho đến khi mọi việc ổn thỏa. Roy quay trở lại xử lý xác của Chuck, nhưng đột ngột hắn tỉnh dậy và đánh Roy bất tỉnh.
Roy tỉnh lại trong bệnh viện, hai viên cảnh sát thông báo là Chuck đã chết, Frank và Angela đã biến mất. Klein xuất hiện và Roy đưa cho ông ta mật khẩu tài khoản ngân hàng, đề nghị ông ta chuyển số tiền đó cho Angela khi tìm thấy cô. Sau đó, Roy nhận ra hai viên "cảnh sát" cũng biến mất, phòng bệnh của anh thực ra là một chiếc container trên sân thượng của một bãi đỗ xe. Văn phòng của "Bác sĩ Klein" cũng trống rỗng và tất cả số tiền của Roy đều biến mất. Một bức thư từ Frank thông báo cho Roy rằng hắn đã lừa dối anh, Heather cũng xác nhận họ không hề có con vì cô đã xảy thai, Angela thực ra là đồng bọn của Frank.
Một năm sau, Roy trở thành người bán hàng cho một cửa hàng bán thảm, nơi mà Angela và bạn trai một hôm đã ghé đến mua thảm. Roy trút giận lên Angela nhưng cuối cùng cũng tha thứ cho cô, và nhận ra rằng mình hạnh phúc hơn khi trở thành một con người trung thực. Angela cũng tiết lộ rằng mình không được Frank chia tiền sòng phẳng và đó là trò lừa duy nhất mà cô tham gia. Roy trở về nhà với người vợ mới đang mang thai của mình, Kathy (Sheila Kelley).